# Liste von Namensreaktionen/O
| Entdecker                                    | Jahr                         | Reagenzien                                                                 | Kurzbeschreibung                                                                             | Zielmolekül(e)                 | Quelle                       |
| O'Donnell-Aminosäuresynthese                 | O'Donnell-Aminosäuresynthese | O'Donnell-Aminosäuresynthese                                               | O'Donnell-Aminosäuresynthese                                                                 | O'Donnell-Aminosäuresynthese   | O'Donnell-Aminosäuresynthese |
| -------------------------------------------- | ---------------------------- | -------------------------------------------------------------------------- | -------------------------------------------------------------------------------------------- | ------------------------------ | ---------------------------- |
| Martin O'Donnell                             | 1978                         | Benzoimin-Schiff-Basen von Glycin, Alkylhalogenide, Base, Säure            | Deprotonierung, Alkylierung, Entfernung der Schiff-Base                                      | Aminosäuren                    | [ 1 ]                        |
| Ohle-Chinoxalinsynthese                      |                              |                                                                            |                                                                                              |                                |                              |
| Heinz Ohle                                   | 1934                         | Monosaccharide, o-Phenylendiamine                                          | Kondensation                                                                                 | 2-Tetrahydroxybutylchinoxaline | [ 2 ]                        |
| Omura-Sharma-Swern-Oxidation                 |                              |                                                                            |                                                                                              |                                |                              |
| Kanji Omura, Ashok K. Sharma, Daniel Swern   | 1976                         | Alkohole, DMSO, Trifluoressigsäureanhydrid                                 | Oxidation                                                                                    | Aldehyde/Ketone                | [ 3 ]                        |
| Oppenauer-Oxidation                          |                              |                                                                            |                                                                                              |                                |                              |
| Rupert Viktor Oppenauer                      | 1937                         | sekundäre Alkohole, Aluminiumalkoholat                                     | Oxidation                                                                                    | Ketone                         | [ 4 ]                        |
| Reaktionsschema der Oppenauer-Oxidation      |                              |                                                                            |                                                                                              |                                |                              |
| Oppolzer-Cyclisierung                        |                              |                                                                            |                                                                                              |                                |                              |
| Wolfgang Oppolzer                            | 1987                         | Acetoxydiene, Palladium-Komplex                                            | cyclische En-Reaktion                                                                        | Cyclopentane, Cyclohexane      | [ 5 ]                        |
| Orito-Reaktion                               |                              |                                                                            |                                                                                              |                                |                              |
| Y. Orito                                     | 1979                         | Ketone, Wasserstoff, mit China-Alkaloiden modifizierter Platin-Katalysator | enantioselektive, heterogene Hydrierung                                                      | Alkohole                       | [ 6 ]                        |
| Orton-Umlagerung                             |                              |                                                                            |                                                                                              |                                |                              |
| Kennedy Joseph Previté Orton                 | 1899                         | N-Chlor-acylanilide, Säure                                                 | Umlagerung                                                                                   | N-Acyl-para-chloranilide       | [ 7 ]                        |
| Reaktionsschema der Orton-Umlagerung         |                              |                                                                            |                                                                                              |                                |                              |
| Ortoleva-King-Reaktion                       |                              |                                                                            |                                                                                              |                                |                              |
| Giovanni Ortoleva, L. Carroll King           | 1899/1944                    | Methylengruppen, Iod, Pyridin                                              | Deprotonierung, Pyridin-Iod-Reaktion, nukleophiler Angriff                                   | Pyridiniumiodid-Salze          | [ 8 ] [ 9 ]                  |
| Reaktionsschema der Ortoleva-King-Reaktion   |                              |                                                                            |                                                                                              |                                |                              |
| Oshima-Utimoto-Reaktion                      |                              |                                                                            |                                                                                              |                                |                              |
| Koichiro Oshima, Kiitiro Utimoto             | 1989                         | Allylalkohole, Vinylether, Palladium(II)-acetat                            | Cyclisierung                                                                                 | Furane                         | [ 10 ]                       |
| Ostromislensky-Prozess                       |                              |                                                                            |                                                                                              |                                |                              |
| Iwan Iwanowitsch Ostromislenski              | 1915                         | Ethanol, Tantal(V)-oxid                                                    | Oxidation zu Acetaldehyd, Aldol-Kondensation zu Crotonaldehyd, katalytische Wasserabspaltung | 1,3-Butadien                   | [ 11 ]                       |
| Reaktionsschema des Ostromislensky-Prozesses |                              |                                                                            |                                                                                              |                                |                              |
| Overman-Umlagerung                           |                              |                                                                            |                                                                                              |                                |                              |
| Larry Overman                                | 1974                         | Allylalkohole, Natriumhydrid, Trichloracetonitril                          | Bildung eines Alkoholates, nucleophile Addition, Claisen-Umlagerung                          | N-Allylamide                   | [ 12 ]                       |
| Reaktionsschema der Overman-Umlagerung       |                              |                                                                            |                                                                                              |                                |                              |
| Overman-Pyrrolidinsynthese                   |                              |                                                                            |                                                                                              |                                |                              |
| Larry Overman                                | 1979                         | Allylalkohol/-ether enthaltende sekundäre Homoallylamine, Aldehyde         | Kondensation, aza-Cope-Umlagerung, Mannich-Reaktion                                          | Acylpyrrolidine                | [ 13 ]                       |
| Oxy-Cope-Umlagerung                          |                              |                                                                            |                                                                                              |                                |                              |
| siehe Cope-Umlagerung                        |                              |                                                                            |                                                                                              |                                |                              |